# Hotel Saint George
Hotel Saint George est un groupe de musique électronique italien créé en 2001.

## Membres du groupe
- Roberto Santini
- Giovanbattista Giorgilli
- Davide Pignataro
- Lucas Lopes

## Discographie

### Albums
- 2004 : This Is My Life
- 2007 : Welcome To The Saint Geirge's Hotel 2007

### Singles
- 2002 : Welcome To My Life
- 2002 : Never Say Never
- 2003 : Lost In You
- 2003 : Looking 4 A Good Time
- 2004 : You Can Trust In Me
- 2004 : Figli Delle Tenebre
- 2005 : I don't Know Why
- 2007 : Feel The Sun
- 2018 : Love U More